# رافاييل كالديرا
رافاييل كالديرا هو لاعب كرة قدم برازيلي في مركز الدفاع، ولد في 11 فبراير 1991 في Monte Alto, São Paulo ‏ في البرازيل. لعب مع ريد بل برازيل وريد بل براغانتينو ونادي أيه بي سي ونادي بوتافوغو اس بي ونادي سانتوس ونادي غواراني ونادي ميراسول.

## وصلات خارجية
- رافاييل كالديرا على موقع قاعدة بيانات كرة القدم.إي يو (الإنجليزية)
- رافاييل كالديرا على موقع Soccerway.com (الإنجليزية)